# Vindolandské tabulky

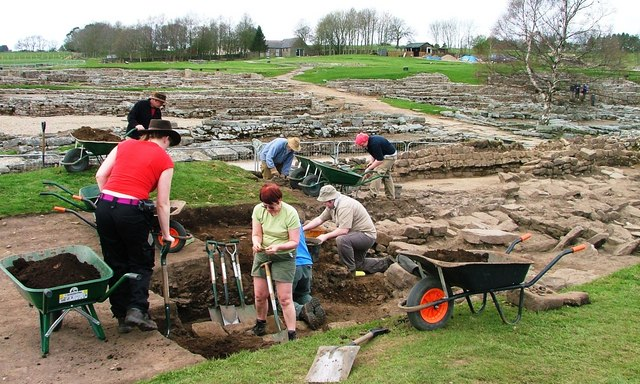
Archeologové pracují v pevnosti Vindolanda, 2006

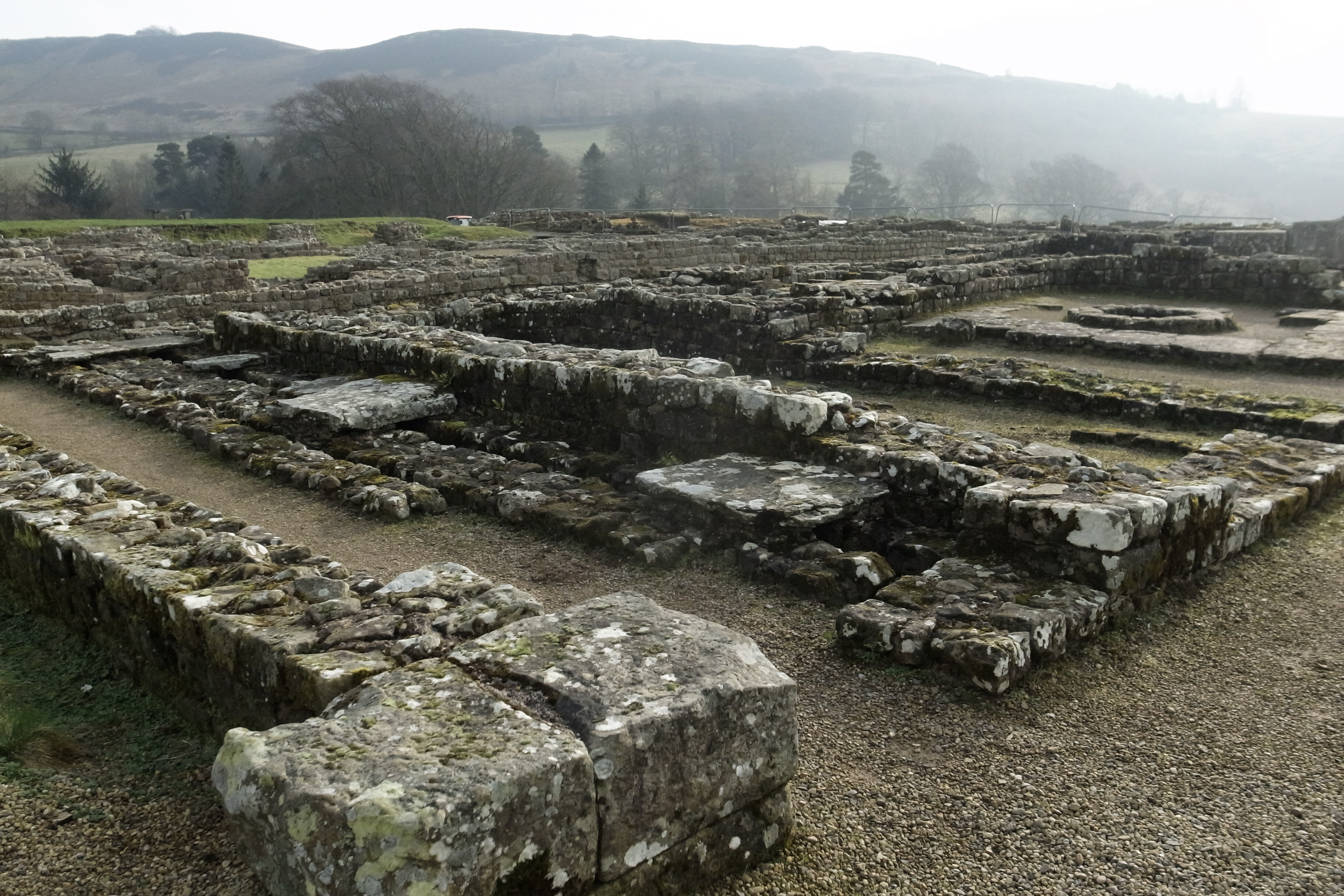
Principia, velitelství a administrativní centrum pevnosti Vindolanda, místo nálezu mnoha tabulek

Vindolandské tabulky byly v době svého objevu nejstaršími dochovanými rukou psanými dokumenty v Británii (nyní je ve stáří překonaly tabulky nalezené na místě budoucího sídla finanční společnosti Bloomberg v londýnské City). Jde o bohatý zdroj informací o životě na severní hranici římské Británie v poměrně krátkém časovém období. 
Texty jsou na tenkých tabulkách o velikosti pohlednice, psané inkoustem na bázi uhlíku. Časově jsou tabulky řazeny do 1. a 2. století našeho letopočtu (jsou tedy přibližně stejně staré jako Hadriánův val).
Ačkoli podobné záznamy na papyru už byly známé z jiných oblastí Římské říše, dřevěné tabulky s textem psaným inkoustem byly v severní Anglii objeveny až v roce 1973, kdy je archeolog Robin Birley nad podnět studenta Keitha Liddella našel v římské pevnosti Vindolanda.
Na tabulkách jsou zaznamenány jak úřední vojenské záležitosti, tak osobní zprávy, které posílali nebo dostávali členové vindolanské posádky, jejich rodiny i otroci. K tabulkám úředním se pořizovaly až tři kopie.Tabulky také obsahují zmínky o technických problémech, které tehdy museli pisatelé řešit.

Texty na tabulkách jsou především dopisy, které rozebírají například záležitosti rodinné i jiné aktuální věci, které bylo nutné písemně zařídit, obřady, posílají zprávy přátelům. Protože jsou v nich zmiňovány takové věci každodenního života jako potraviny, oděvy či nástroje, texty představují bohatý zdroj informací o životě té doby, zmíněných lidech, vztazích mezi nimi i o místech, včetně jejich jmen. V neposlední řadě obsahují latinské vojenské termíny.
Objevené tabulky se téměř všechny nacházejí v Britském muzeu, ale byla učiněna opatření, aby některé byly vystaveny v pevnosti Vindolanda. Byly přepsány a do angličtiny přeloženy texty 752 tabulek a začaly se publikovat v roce 2010. Další tabulky se v pevnosti Vindolanda nacházely i později.

## Popis
Dřevěné tabulky z pevnosti Vindolanda byly první dochované příklady dopisů psaných inkoustem v době římské. Existují záznamy o tom, že tabulky, na něž se psalo inkoustem, se v tehdejších dobách používaly, například Herodianos ve 3. století psal o tabulce na psaní vyrobené z lipového dřeva tak, že ho rozřezali na tenké destičky, ty se pak složily textem k sobě a svázaly; za tím účelem v nich byly předem připraveny otvory.

### Dřevo
Vindolandské tabulky jsou ze dřeva břízy, olše a dubu, tedy stromů, které rostly v okolí nálezu. U jiného typu psacích tabulek používaných v římské Británii, těch, na nichž se při psaní používal stylus, dřevo pocházelo odjinud a do Británie se dovážely hotové.
Vindolandské tabulky jsou "silné" 0,25 až 3 mm. Typická velikost je 20 cm krát 8 cm, tedy odpovídá rozměrům velké moderní pohlednice. Uprostřed měly rýhu, aby je šlo složit, případně svázat jich několik k sobě a vytvořit delší text připomínající leporelo. Na jednu tabulku mnoho slov nevešlo, bylo možné napsat jen přibližně 16 řádků.

### Časové zařazení
V pevnosti Vindolanda sídlila vojenská posádka ještě dřív, než byl postaven Hadriánův val; většina tabulek je nepatrně starších než tento val, jehož výstavba byla zahájena v roce 122.
Robin Birley, který vedl první archeologický výzkum, rozlišil pět období, v nichž pevnost byla osídlena nebo kdy byla rozšiřována:
1. zhruba mezi lety 85 až 92 byla postavena první pevnost.
2. zhruba mezi lety 92 až 97 byla rozšířena poprvé.
3. zhruba mezi lety 97 až 103 došlo k jejímu dalšímu rozšíření.
4. zhruba mezi lety 104 až 120 byla opuštěna a potom znovu obsazena.
5. zhruba mezi lety 120 až 130 se stavěl Hadriánův val

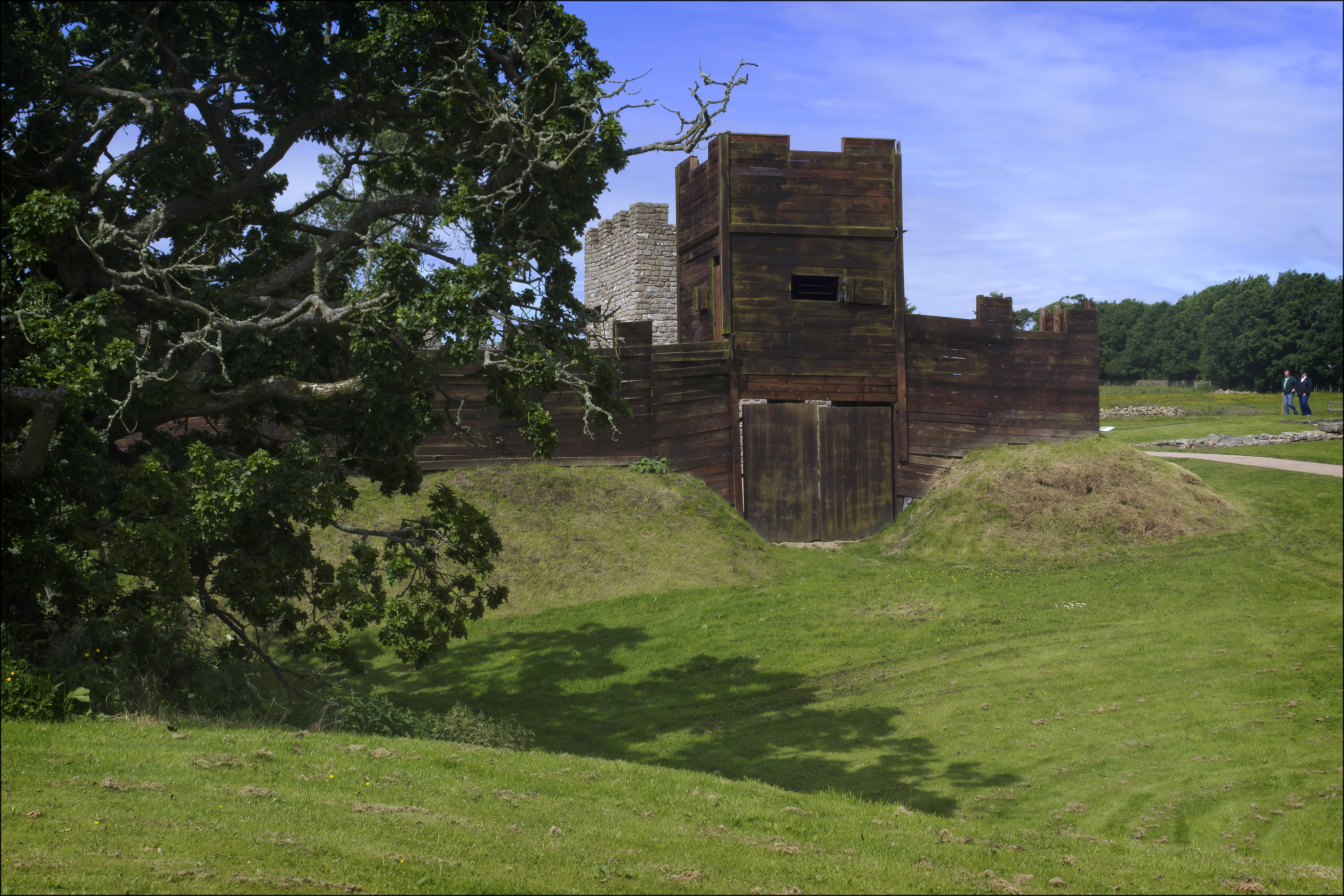
Rekonstrukce pevnosti Vindolanda, Hadriánův val

Tabulky byly vyrobeny v druhém a třetím období, tedy mezi léty 92 až 103, přičemž většina nápisů vznikla před rokem 102.
Bývají též řazeny do období od pozdních 80. let až do roku 105 našeho letopočtu, kdy byla pevnost obsazena I. kohortou Tungrorum a IX. kohortou Batavorum.

## Obsah tabulek s příklady
Používaly se pro oficiální záznamy o vojenských záležitostech v pevnosti i o osobních záležitostech důstojníků a domácností. Největší skupinu tvoří právě korespondence prefekta IX. kohorty Batavů, jímž byl Flavius Cerialis, a jeho manželky, která se jmenovala Sulpicia Lepidina. Některé texty se týkají snad také civilních obchodníků a dodavatelů; například na tabulku číslo 343 psal Octavius svému bratrovi o rozjednaném obchodě. Varuje ho, že aby neplatil vysokou cenu za kožené oblečení, které jistý obchodník lacino nakoupil.
Zda byl Octavius civilní osobou, nelze z textu poznat.

### Vybrané tabulky

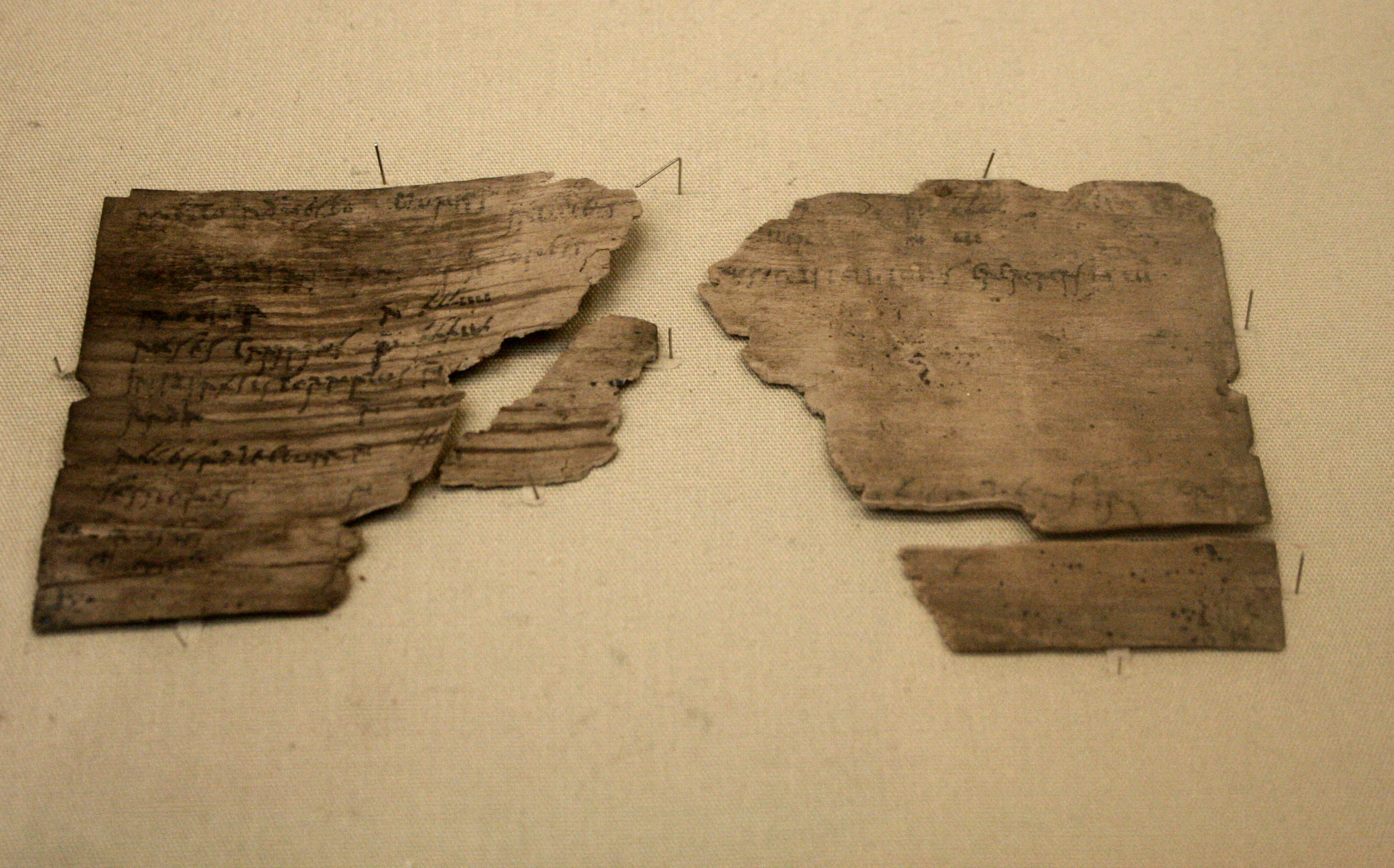
Tabulka č.309, dopis napsal Metto Advectovi o dílech pro vozy a dalších předmětech ze dřeva. V Britském muzeu

Z mnoha textů jsou pro představu o každodenním životě pozoruhodné zejména dopisy. Například dekurion jízdy Masculus napsal dopis prefektovi, který se jmenoval Flavius Cerialis, v němž se dotazoval, jaké pokyny přesně má dát svým mužům příští den, a také zdvořile žádal, aby posádce poslali další zásilku piva, protože jeho zásobu už zcela spotřebovali. Dokumenty také poskytují informace o různých úlohách, které vykonávali muži v pevnosti, jako je například správce lázní, ševci, stavební dělníci, lékaři, opraváři vozů a pecí a omítkáři.

#### Pozvánka

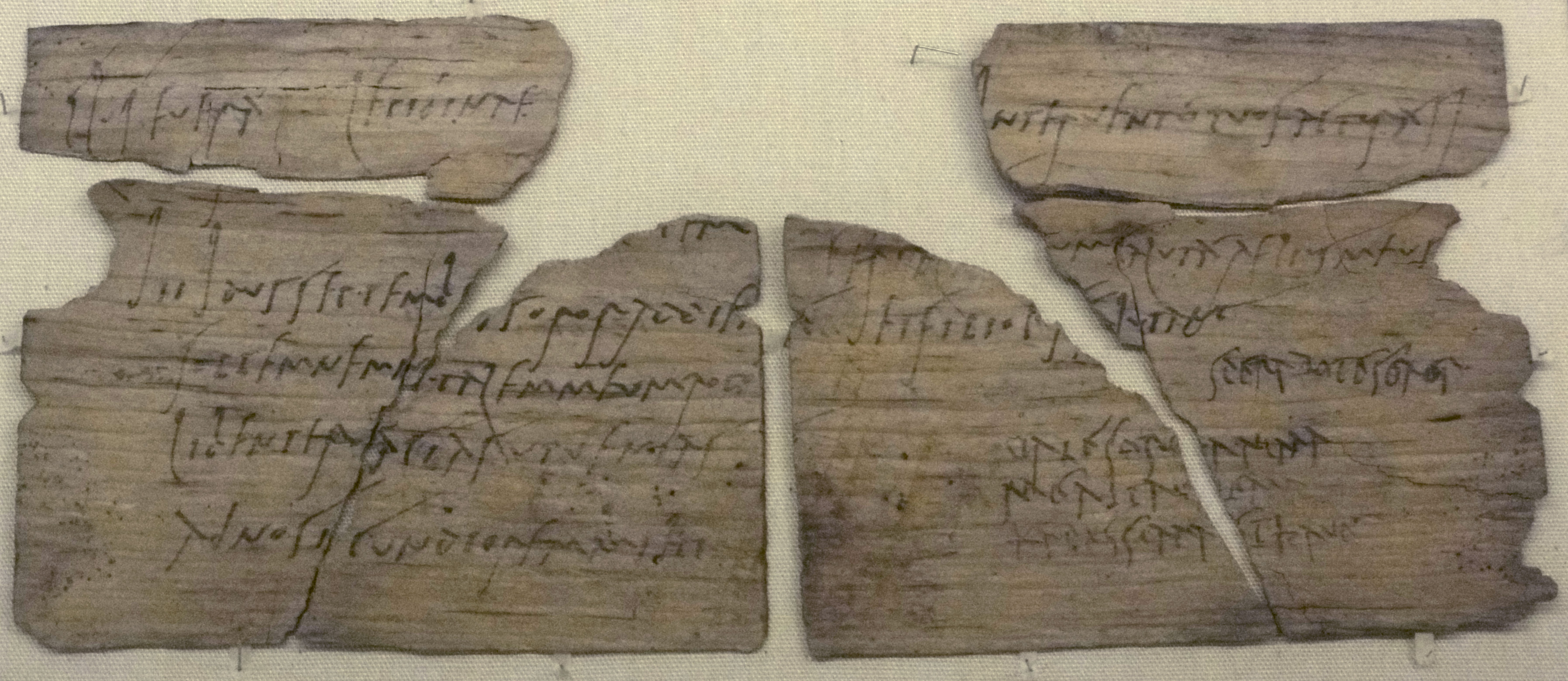
Pozvání, které napsala Claudia Severa, pozvanou je Sulpicie Lepidina. Tabulka s označením II 291.

Snad nejznámější je výše zmíněná tabulka č. 291, kterou okolo roku 100 napsala Claudia Severa, manželka velitele blízké pevnosti. Sulpicia Lepidina je zde pozvána na narozeninovou party. Toto pozvání patří k nejstarším známým případům, kdy latinsky psala žena.
Na této tabulce lze rozlišit dva rukopisy, přičemž většina textu je psaná rukou profesionála (pravděpodobně domácího písaře), ale závěrečnou část s pozdravy připsala Claudia Severa sama (v pravé dolní části tabulky).

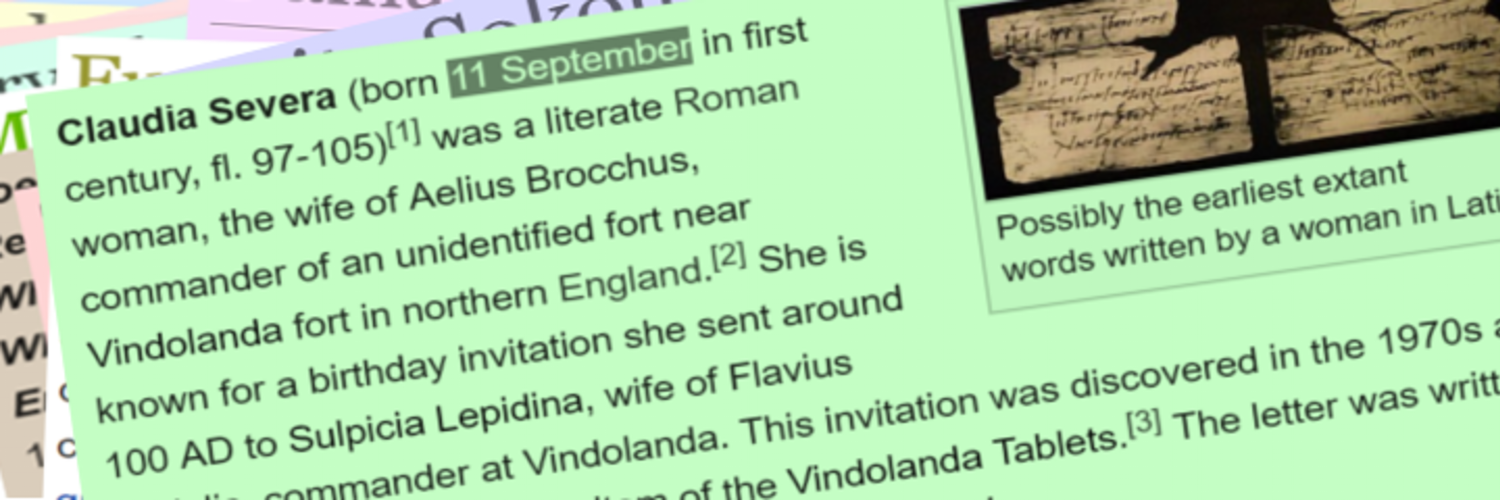
Informace připojené k tabulce, na kterou psala Claudia Severa

Tabulky jsou napsané římským psacím písmem a zpřesňují naši představu o rozsahu gramotnosti v římské Británii.
Jiná z tabulek zase potvrzuje, že římští vojáci nosili spodní prádlo (subligaria), a zároveň je svědectvím o vysokém stupni gramotnosti v římské armádě.

### Zmínky o původním obyvatelstvu
Zmínek o původním obyvatelstvu, keltských Britech, je velmi málo. Dokud nebyly tabulky objeveny, historikové mohli jen spekulovat o tom, zda Římané měli pro Brity přezdívku. Brittunculi (zdrobnělina k Britto, s významem ‚Britíci‘), nalezená na jedné z vindolandských tabulek, je, jak nyní už víme, hanlivým výrazem, jímž vojáci z římských pevností v severní Británii označovali místní obyvatelstvo. Pravděpodobně se užívala v jízlivém
slova smyslu, s významem „bídní malí Britoni“.

## Přepisy tabulek

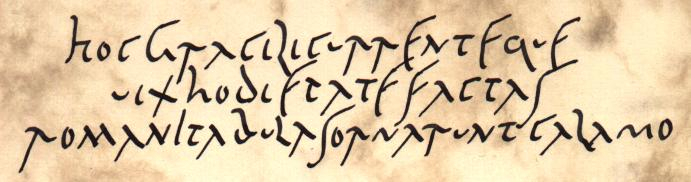
Ukázka starého římského psacího písma

Písmo na tabulkách je psací, pokládané za předchůdce vázaného písma, a rukopis různých pisatelů se liší. S několika výjimkami bylo označeno za staré latinské kurzivní písmo.
Texty tabulek budí dojem, jako by byly napsány v jiné abecedě než velká písmena používaná pro nápisy z jiných období. Písmo je odvozeno z kapitálek z konce 1. století před naším letopočtem a 1. století našeho letopočtu. V textu se (zřídka) objevují i neobvyklé nebo deformované tvary písmen nebo extravagantní vázání slov, která se užívala v řeckých svitcích z papyru ze stejného období.
Přepis dále komplikuje užívání zkratek jako "h" pro homines (muži) nebo "cos" pro consularis (konzul) a nahodilé dělení slov na konci řádků kvůli nedostatku místa, například ze slova epistulas (dopisy) je odtrženo "e" a zbytek slova pokračuje na dalším řádku.
Vcelku ale bylo užíváno písmo jednotné v celém impériu, jak ukazuje srovnání s nálezy z Egypta.

### Inkoust a čitelnost
Psalo se po vnitřních stranách složených tabulek, inkoust obsahoval uhlík, arabskou gumu (jindy se uvádí pryskyřice) a vodu. Často je text silně vybledlý nebo se zachoval jen v rozmazané podobě, takže v některých případech není přepis možný. Infračervená fotografie většinou poskytuje jeho mnohem čitelnější verzi než samy tabulky. Fotografie však obsahují útvary podobné písmu, které ale rozhodně písmeny nejsou; navíc se na nich vyskytuje mnoho řádek, teček a jiných tmavých skvrn, které textem mohou být, nebo nemusí. V publikovaných přepisech se proto často muselo být subjektivně rozhodnout, které značky by měly být považovány za psaný text.

## Srovnání s jinými lokalitami
Vindolandské tabulky ukazují mnoho druhů dokumentů, úředních vojenských i osobních. Jedinečnost těchto tabulek spočívá s tom, že poskytují svědectví o životě v krátkém období v jedné lokalitě. Podobné, i když ne tak cenné byly objeveny i jinde v Británii (lze uvést Ribchester, Lechlade, Carlisle, Caerleon či Corbridge).
Dřevěné tabulky byly nalezeny v nejméně dvou desítkách římských osad v Británii. Většina těchto míst však neposkytla stejný typ tabulek jako Vindolanda, šlo o tabulky, kde se ke psaní používá špičatý kovový stylus. Zato ve městě Carlisle (také na Hadriánově valu) bylo zjištěno značné množství tabulek popsaných inkoustem.
Skutečnost, že dopisy byly zasílány do různých míst (a z různých míst) na Hadriánově valu i vzdálenějších (vesnice Catterick, město York a Londýn) vyvolává otázku, proč bylo víc dopisů než v jiných lokalitách nalezeno právě v pevnosti Vindolanda, ale zatím se na ni nepodařilo nalézt jednoznačnou odpověď. Anaerobní podmínky, které v tamější pevnosti panují, nejsou zase tak výjimečné a totožné nálezy byly učiněny i na několika místech v Londýně. Jednou z možností je fakt, že vzhledem ke křehkosti tabulek je možné, že archeologové na jiných římských lokalitách texty psané inkoustem prostě přehlédli.

## Nálezy tabulek
Když byly v březnu 1973 objeveny první tabulky, zpočátku je nálezci považovali za dřevěné hobliny, dokud někdo nenašel dvě, které držely u sebe. Když je od sebe oddělil, na vnitřních stranách se objevily nápisy. Tabulky odvezli k odborníkovi na čtení starých nápisů, Richardu Wrightovi, ale než se k němu dostaly, byly v důsledku působení kyslíku černé a nečitelné. Poslali je tedy Alison Rutherfordové v Newcastle University Medical School, kde se pomocí infračervených fotografií nápisy poprvé objevily. Zpočátku se ale text nedařilo rozluštit. Až když Alan Bowman z Manchesterské univerzity a David Thomas z Durhamské univerzity analyzovali dříve neznámou formu psacího písma, dokázali je přepsat.
V 70. a 80. letech 20. století bylo vykopáno téměř 500 tabulek.V roce 2015 se celkový počet blížil ke dvěma tisícům a zveřejněno jich bylo 772 (a to po přejmenování s čísly 118-889).

## Zpracování, uchovávání tabulek a jejich zveřejňování

### Vývoj postupů od roku 1973
Tabulky fotografovala infračervenou kamerou v roce 1973 Susan M. Blackshawová v Britském muzeu a později, v roce 1990, přímo v pevnosti Vindolanda Alison Rutherfordová. V letech 2000 až 2001 byly tabulky skenovány znovu, zdokonalenou technikou (pomocí infračerveného filtru Kodak Wratten 87C). Fotografie jsou pořizovány tak, aby na dřevě tabulek vybledlý inkoust vynikl a text byl lépe vidět.
V roce 2002 byly snímky tabulek použity při výzkumném programu, jehož cílem bylo rozšířit používání systému GRAVA, aby přepisu tabulek napomohly procesy vytvořené na základě nejlepší praxe papyrologů, a vytvořily snímky ve formátu XML, který ukazuje pravděpodobné umístění písmen a slov a jejich přepisu.
V roce 2010 spolupracovalo Centrum pro studium starověkých dokumentů na Oxfordské univerzitě, Britské muzeum avvýzkumná skupina na Univerzitě v Southamptonu při využívání polynomiálního mapování textu.
Snímky s rozlišením vhodným pro zobrazení webové stránky a textem tabulek z Tab. Vindol. II  byly zveřejněny on-line. Digitalizačním a on-line databázovým projektem byla spolupráce mezi Centrem pro studium starověkých dokumentů a týmem pro vývoj akademického výpočetní techniky na Oxfordské univerzitě za podpory Nadace Andrewa W. Mellona a Výzkumného výboru pro umění a humanitní vědy. Projektovými řediteli byli Alan Bowman, Charles Crowther a John Pearce. Tabulky z obou tab. Vindol. II  a Tab. Vindol. III  byly zveřejněny v novém on-line katalogu v roce 2010.. Tabulky Vindolanda byly zakódovány s EpiDoc TEI (Text Encoding Initiative) pro Centrum pro studium starověkých dokumentů na Oxfordské univerzitě v rámci projektu eSAD (e-Science and Ancient Documents). V on-line databázi tabulek je fotografická dokumentace, latinská transliterace, často s překladem do angličtiny.

### Tabulky na očích veřejnosti i v muzeích a v televizi

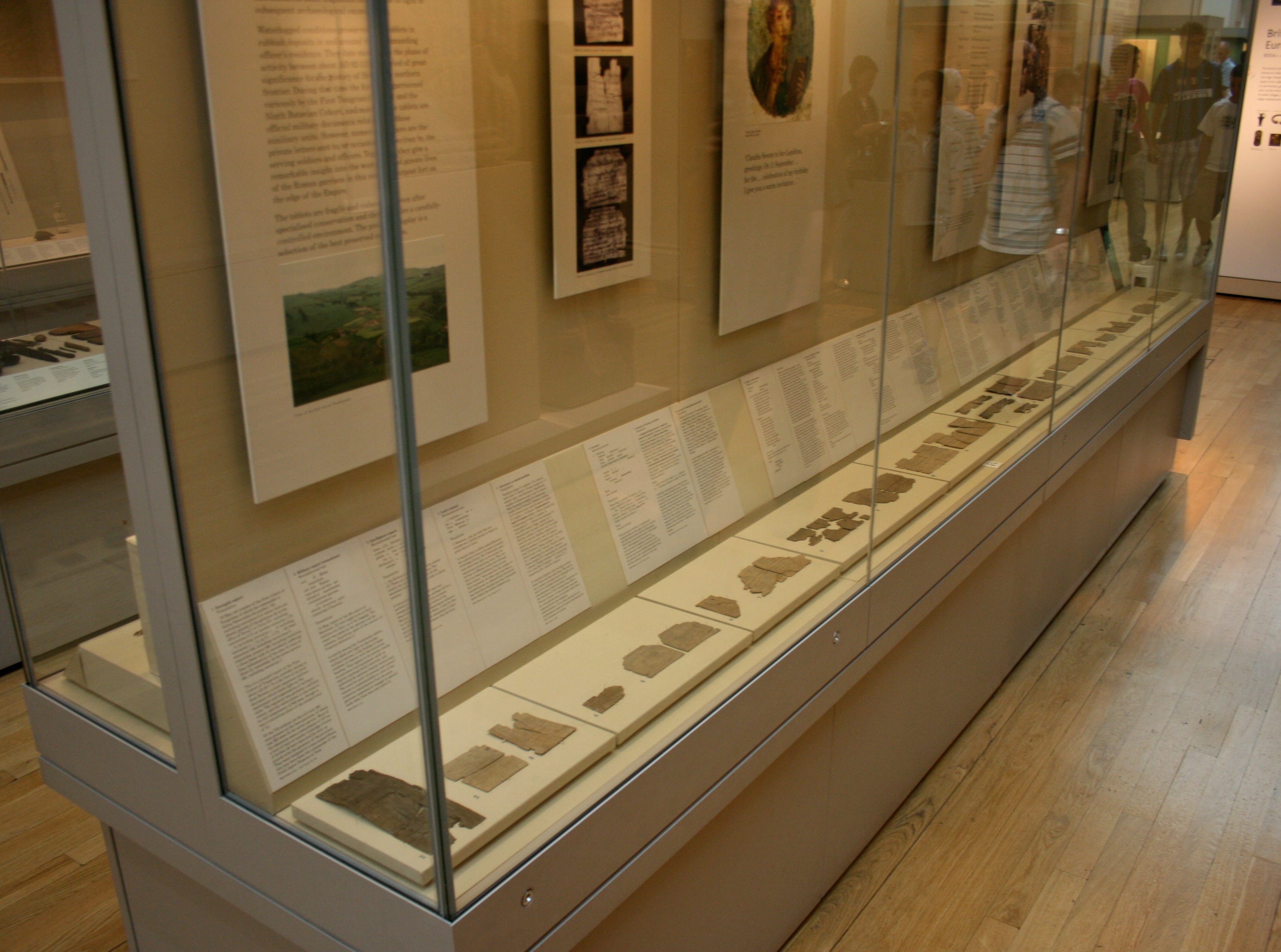
Tabulky vystavené v Britském muzeu

Tabulky jsou uloženy v Britském muzeu, vybrané kusy se nacházejí v místnosti č. 49 spolu s dalšími exponáty z Británie z doby římské. Tabulky se dostaly na seznam britských archeologických nálezů, které vybrali odborníci z Britského muzea pro televizní dokument BBC Television Our Top Ten Treasures. Když pak byli diváci vyzváni, aby dali hlas nejoblíbenějším historickým pokladům, tabulky patřily k těm, které se umístily velmi vysoko.
Muzeum Vindolanda, které provozuje společnost Vindolanda Trust, vystavuje některé tabulky zapůjčené z Britského muzea. Muzeum Vindolanda vystavilo devět tabulek v roce 2011. Tato zápůjčka předmětů regionálnímu muzeu je v souladu se současnou politikou Britského muzea o podpoře půjček jak na mezinárodní, tak na národní úrovni (jako součást programu Partnerství UK). Tabulky jsou umístěny ve speciální vitrině, hermeticky uzavřené, aby byly chráněny před škodlivým vlivem vzdušného kyslíku a vlhkosti.